# Hacimaz
Hacimaz este un oraș din Azerbaidjan.